# 4383 Суруґа
4383 Суруґа (4383 Suruga) — астероїд головного поясу, відкритий 1 грудня 1989 року.
Тіссеранів параметр щодо Юпітера — 3,497.
Названо на честь Суруґи (яп. するが(駿河) суруґа).